# 漢斯·尹布基倫
漢斯·尹布基倫（荷蘭語：Hans van Breukelen，1956年10月4日—），荷蘭足球運動員，司職守門員，曾效力荷蘭班霸球會PSV燕豪芬。
1977年3月，他在烏德勒支出道，他成為球隊在1978-1979賽季的第一門將，幫助他們1982年晉身荷蘭盃決賽。
打得好後，他被召入國家隊，首場國際賽是在1980年10月11日對德國。兩年後，於1982年9月，他以20萬英鎊轉投諾定咸森林，取替施路頓。他的首次亮相保持清白記錄，表現不錯的尹布基倫，直到他受傷缺陣近4個月。經傷病中恢復，1983年3月復出，他再次帶領森林寫下九場不敗紀錄，奪得參加歐洲聯盟杯的資格。
1983-84賽季，尹布基倫42場聯賽中上陣了36場，幫助球隊取得了聯賽第三的位置和殺入歐洲聯盟杯半決賽，他們在那裡被安德列治淘汰。
經過在英格蘭的兩個賽季，尹布基倫返回荷蘭加盟燕豪芬。在這裡，他奪得荷蘭聯賽四連冠。 1988年是一個偉大的一年，因為他在點球大戰中救出關鍵一球使球隊贏得了歐洲冠軍杯。
此外，他還幫助國家隊在88年歐國盃決賽勝蘇聯。該場比賽中他又救出一個十二碼。
尹布基倫也出席了1990年世界杯，以及1992年歐國盃，在半決賽不幸輸給應屆冠軍丹麥。那場比賽亦是73場國際賽中最後的一場。他其後協助燕豪芬奪得兩屆聯賽冠軍（1991和1992年），1993-94賽季宣告掛靴。 

## 榮譽
- 紐倫堡錦標賽: 1982.
- 科隆比諾盃挑戰賽: 1982, 1983.
- 歐冠盃: 1987–88.
- 荷蘭甲組足球聯賽: 1985–86, 1986–87, 1987–88, 1988–89, 1990–91, 1991–92.
- 荷蘭盃: 1987–88, 1988–89, 1989–90.
- 告魯夫盾: 1991–92.
- 歐國盃: 1988.
- 荷蘭最佳守門員: 1987, 1988, 1991, 1992.

## 連結
- 漢斯·尹布基倫 檔案及數據 Wereld van Oranje （荷兰文）